# リスト・ハンガリー文化センター東京

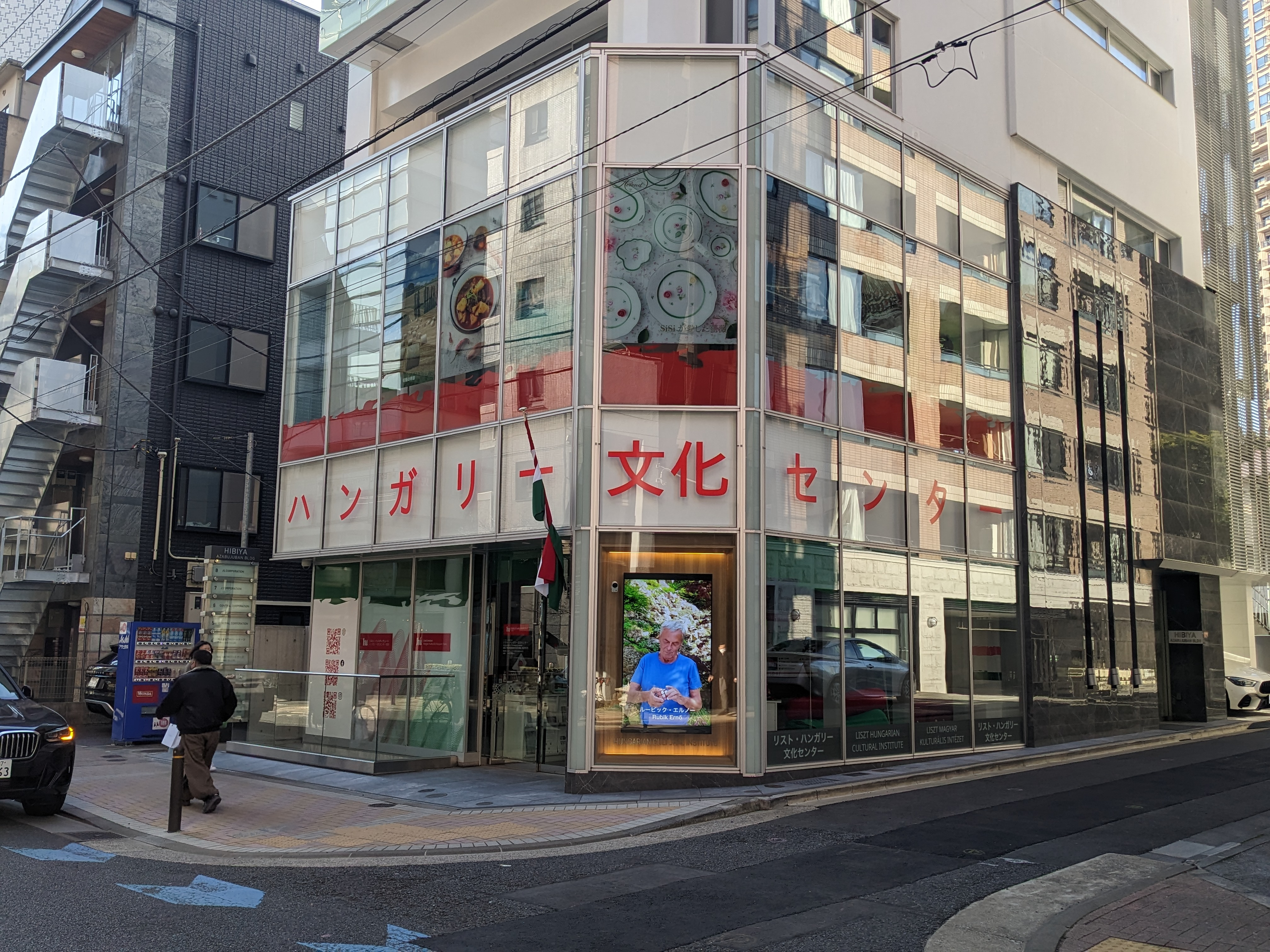
リスト・ハンガリー文化センター東京

リスト・ハンガリー文化センター東京（ハンガリー語: Liszt Intézet Magyar Kulturális Központ Tokió、英語: Liszt Hungarian Cultural Institute Tokyo）は、駐日ハンガリー大使館傘下の文化センターで、その名は19世紀ヨーロッパのクラシック音楽家リスト・フェレンツ（フランツ・リスト）に因む。略称は、リスト・インテゼット東京（ハンガリー語: Liszt Intézet Tokió）あるいはリスト・インスティテュート東京（英語: Liszt Institute Tokyo）。

## 概要
2019年12月9日、日本・ハンガリー外交関係開設150周年事業の認定事業一環として東京都港区麻布十番に開設された。設立当初は単にハンガリー文化センター東京（ハンガリー語: Magyar Kulturális Intézet Tokió、英語: Hungarian Cultural Institute Tokyo）と呼ばれていたが、2020年9月1日、19世紀ヨーロッパで大活躍して不朽の名作を遺したクラシック音楽家リスト・フェレンツを讃えて、リスト・ハンガリー文化センター東京に改称された。
リストの名を冠するが、クラシック音楽の演奏会だけでなく、展覧会や講演会などハンガリー文化に関する様々なイベント開催や情報発信を行なっている。

## 住所
〒106-0045　東京都港区麻布十番3-8-1 日比谷麻布十番ビル1階

## 所長
| 代 | 氏名（日本語）           | 氏名（ハンガリー語） | 氏名（英語）      | 着任       | 退任      | 備考              |
| -- | ------------------------ | -------------------- | ----------------- | ---------- | --------- | ----------------- |
| 1  | ナジ・アニタ             | Nagy Anita           | Anita Nagy        | 2019年12月 | 2023年7月 | [ 7 ] [ 8 ] [ 9 ] |
| 2  | メレーニ・クリスティーナ | Merényi Krisztina    | Krisztina Merényi | 2023年12月 | （現職）  | [ 10 ]            |